# Не бий копитом
«Не бий копитом» (англ. Home on the Range, дос. «дім на пасовищі») — анімаційний фільм 2004 року, створений студією Walt Disney. Назва стрічка натхненна популярною американською кантрі-піснею «Home on the Range».
Фільм вийшов в широкий американський прокат 2 квітня 2004 року. В Україні фільм не виходив в прокат з україномовним дубляжем.

## Сюжет
Життя на фермі просте і вільне. Господарі і вихованці живуть душа в душу, співають пісні і веселяться. Але раптово цій ідилії приходить кінець. На зміну збанкрутілим власникам ферми приходить безжальний ділок, охочий продати землю і позбавитися тварин. Природно, це не влаштовує звиклих до солодкого життя чотириногих і пернатих мешканців. Починається приголомшливо смішна партизанська війна. Керівниками бунту виступають кінь Бак і три корови-непосиди, що вирішили піти на все, щоб врятувати ферму від розорення. Хто переможе в цій битві? Не знаємо як ви, а парнокопитні впевнені у власних силах.

## Ролі озвучили
- Розанна Барр — Меґґі
- Джуді Денч — Пані Келлоуей
- Дженніфер Тіллі — Грейс
- Куба Гудінг — Бак
- Ренді Квейд — Слім
- Чарльз Денніс — Ріко
- Чарльз Гейд — Джек
- Керол Кук — Перл
- Джо Флаерті — Джеб
- Річард Ріле — Шериф
- Стів Бушемі — Веслі

## Український дубляж
- Ганна Левченко — Меґґі
- Валентина Гришокіна — Пані Келлоуей
- Катерина Брайковська — Грейс
- Андрій Твердак — Бак
- Євген Шах — Расті
- Микола Карцев — Слім
- Максим Кондратюк — Страшки
- Микола Боклан — Ріко
- Юрій Коваленко — Веслі
- Валерій Легін — Джек
- Ірина Дорошенко — Перл
- Євген Пашин — Шериф
- Василь Мазур — Ебнер Дісон
- Євген Малуха — Джеб
- Олександр Ігнатуша — Зубрик

Фільм дубльовано студією «Le Doyen» на замовлення компанії «Disney Character Voices International» у 2008 році.
- Перекладач тексту та віршів — Федір Сидорук
- Режисер дубляжу — Ольга Чернілевська
- Асистент режисера — Катерина Шкуратенко
- Звукорежисер — Максим Чуб
- Координатор дубляжу — Аліна Гаєвська
- Диктор — Микола Боклан
- Пісні виконували — Дарина Мінєєва, Сергій Юрченко, Дмитро Гарбуз та інші.